# Нармер
Нарме́р (Хор-Нармер, вероятно, означает «Хор — Свирепый Сом») — фараон-основатель I династии Раннего царства Древнего Египта (по другим данным – последний из 0 династии), правивший в конце XXXII века до н. э.; один из фараонов, объединивших Верхний и Нижний Египет.

## Палетка Нармера
Имя Нармера отсутствует в царских списках, что позволяет выдвигать разнообразные предположения по поводу тождественности Нармера и других исторических личностей Древнего Египта. Многие исследователи[кто?] отождествляют его с Менесом, считая его основателем I династии в Египте, опираясь на найденную Джеймсом Квибеллом в Иераконполе в 1898 году знаменитую «Палетку Нармера».

### Описание
Высота палетки — 64 см, ширина — 42 см. Она является экспонатом Каирского музея. На лицевой стороне палетки Нармер изображён в белой короне Верхнего Египта, поражающий булавой жителя северо-западной части Дельты («Области Гарпуна»), и сообщает о захвате 6 тысяч пленных. На оборотной стороне он предстаёт в красной короне Нижнего Египта, торжественно шествующим, в окружении свиты, к обезглавленным трупам врагов. Изображения Нармера в белой и красной коронах призваны символизировать объединение Египта.

## Булава Нармера

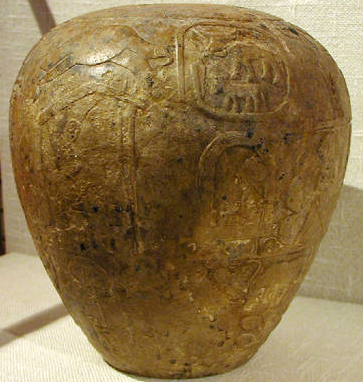
Булава Нармера в музее Эшмола, Оксфорд (Великобритания)

На булаве изображено празднество, вероятно, по поводу царского юбилея (хеб-сед). Фараон сидит на высоком троне в короне Нижнего Египта под балдахином в одеянии и с атрибутами Осириса; над ним витает коршун — богиня Нехбет; за ним стоит министр, сандаленосец и царедворец; перед царём — «репут» (обозначение ритуальной фигуры в культовых действиях). Тут же сообщается о захвате 120 тысяч пленных и огромных стад (числа, видимо, резко преувеличены, если только тут не идёт речь о переселении целых областей).
Нармер совершал также походы в Ливию, на что указывает цилиндр из слоновой кости с именем Нармера и с изображением руки, которая бьёт ливийских пленников палкой.

## Гипотезы
Поскольку традиционно основателем Древнего Египта считается Менес, то были выдвинуты пять основных теорий, объясняющие происхождение палетки и личность Нармера:
- Менес — наследник Нармера (идентичный Хор-Ахе), получивший от Нармера уже объединённую страну.
- Нармер и Менес — одно и то же лицо, а Хор-Аха — его сын.
- Объединение Египта — длительный процесс, начатый при Нармере и завершенный при Менесе.
- Объединение Египта было завершено лишь при фараоне Хасехемуи.
- Сам Нармер только подавил нижнеегипетское восстание, а подлинным объединителем Египта являлся Царь Скорпион.

## Гробница

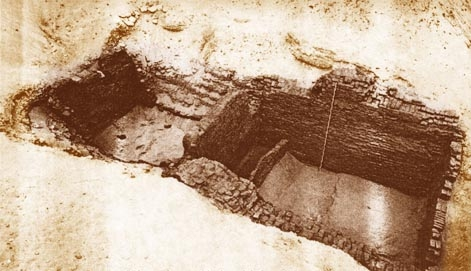
Камеры B17 и B18, составляющие гробницу Нармера

Гробница Нармера в Умм эль-Каабе, возле Абидоса (Верхний Египет) состоит из двух камер (B17 и B18), разделённых кирпичной стеной. Египтологи Флиндерс Питри и Эмиль Амелину работали в данных гробницах, но лишь в 1964 году В. Кайзер идентифицировал их как гробницу Нармера. В гробнице обнаружены осколки старинных глиняных сосудов помеченных именем Нармера и печати с его именем.

## Памятники правления
- 1—4 памятники найденные в районе храма в Иераконполе, в так называемом «main deposit». Хранятся в музеях Ашмола (Оксфорд), Каирском музее.
- 5 памятник найденный в Вади эль-Каш (site 18, Winkler).
- 6 памятник найденный в Накада, «гробнице Менеса». Хранится в Британском музее.
- 7 памятник найденный в Абидосе, Умм эль-Кааб, в гробницах В 1/В 2, немецкими археологами.
- 8 памятник найденный в Абидосе, Умм эль-Кааб, в гробнице В5.
- 9 памятник найденный в Абидосе, Умм эль-Кааб, в гробнице В6. Хранятся в музеях Брюсселя, Оксфорда, ВМ. Бристоля, UCL, Манчестера.
- 10 памятник найденный в Абидосе, Умм эль-Кааб, в гробнице В9. Хранятся в музеях UCL, Берлина, Оксфорда.
- 11 памятник найденный в Абидосе, Умм эль-Кааб, в гробницах В9 и В17. Хранятся в музеях Брюсселя, Бостона, Оксфорда, Манчестера, Филадельфия, Берлина, Торонто, Чикаго, BM, UCL, OIM.| G5 |

| G5 |

|  |  | \| \| \| \| \| \| |
|  |  |                   |
|  |  |                   |
|  |  |                   |

|  |
|  |
|  |
- 12—13 памятники найденные в Абидосе, Умм эль-Кааб, в гробнице В6 =13. Хранятся в музее Филадельфии.
- 14 памятник найденный в Абидосе, Умм эль-Кааб, в гробнице В15.
- 15 памятник найденный в Абидосе, Умм эль-Кааб, в гробнице В17. Хранится в музее Берлина.
- 16—18 памятники найденные в Абидосе, Умм эль-Кааб, в гробнице В18. Хранятся в Британском музее, музее Ашмола, Оксфорде, Берлине.
- 19 памятник найденный в Абидосе, Умм эль-Кааб, в некрополе — В. Хранится в музеях UCL, Бристоля.
- 20 памятник найденный в Абидосе, Умм эль-Кааб, в гробнице Z. Хранится в Британском музее.
- 21—23 памятник найденный в Абидосе, Умм эль-Кааб (?). Хранятся в музеях Брюсселя, Берлина, в частной коллекции Michailidis.
- 23—27 памятники найденные в Кафр-Тархане, в гробнице 414. Хранятся в музеях Брюсселя, Оксфорда, Кембриджа, Манчестера, UCL, MMA, Бристоля.
- 28 памятник найденный в Кафр-Тархане, в гробнице 415.
- 29—31 памятники найденные в Кафр-Тархане, в гробницах 1100, 1702, 1982.
- 32—33 памятники найденные в Мемфисском округе, возможно в Кафр-Тархан. Хранятся в Каирском музее.
- 34 памятник найденный в Хелуане, среди «мусора» между гробницами 1 H 3 и 40.
- 35 памятник найденный в Саккара, ступенчатая пирамида Нечерихета (Джосера). Хранится в Каирском музее.
- 36—37 памятники найденные в Тура, в гробницах 16g9 и 19g1.
- 38 памятник найденный в Завиет эль-Ариан, в гробнице Z 486. Хранится в музее Бостона.
- 39—40 памятники найденные в Эзбет эль-Телль. Kufur Nigm.
- 41—42 памятники найденные в Миншат Абу Омар, в гробнице 44. Хранятся в Каирском музее.
- 43 памятник найденный в Арад (Израиль).
- 44 памятник найденный в Телль Эрани (Tel Gath), Палестина.
- 45—51 памятники неизвестного происхождения. Хранятся в Музеях Берлина, Мюнхена, UCL, коллекции Michailidis, и в частных коллекциях.

## История имени

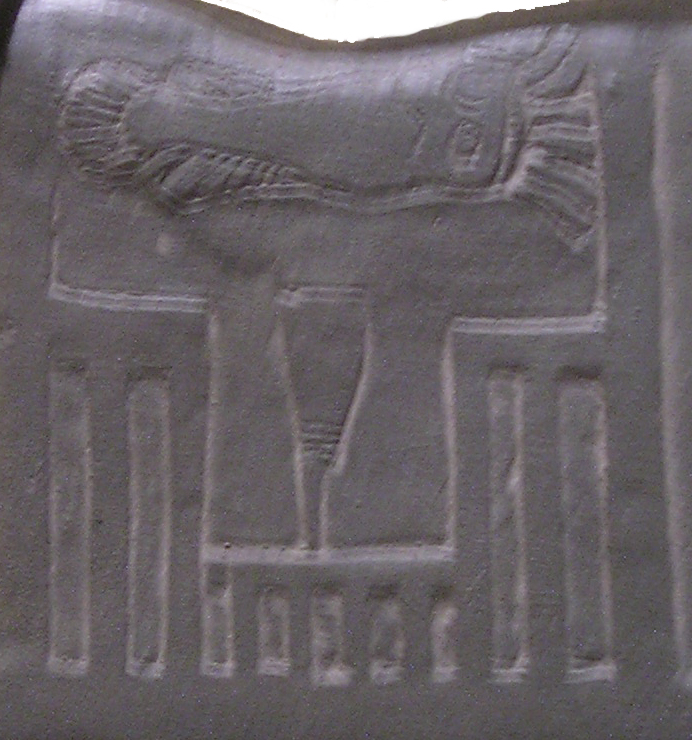
Булава Нармера

Царские имена имеют большое значение для понимания идеологических проблем и акцента египетской правящей элиты. Имена в Древнем Египте были полны смысла, особенно царские. Они выражали силу, проявляющуюся в лице царя, как земного воплощения верховного небесного божества. Однако когда речь идёт о имени Нармера, все попытки прочтения или перевода кажутся ошибочными, комбинация рыбы Сома (который читался как Нар + долото (означало мер) не дают никакого грамматического смысла в соответствии с текущим пониманием египетского языка.
Хотя слово Нар засвидетельствовано в Старом египетском языке, остается неопределённость вокруг чтения знака Сома в очень ранних стадиях египетской письменности. Знак долота, наиболее распространённое фонетическое значение в иероглифике было Аб нежели Мер. Дополнительная сложность возникает тогда, когда второй элемент в написании Нармера чаще всего пропущен.
Царское имя было не меньше чем кратким теологическим утверждением выражающее природу отношений между царём и богами. Основным источником идеологии царской власти являлось то, что он был богом на земле. Агрессивная контролирующая сила диких животных является общей темой искусства элиты конца додинастического периода. Несколько известных примеров вырезанных из слоновой кости: ручка ножа, изображает упорядоченные регистры диких животных которые состоят из различных видов на каждой линии, преобладают «управляющие» животные другого вида. Очень важно, что «управляющие» животные включают рыб; на нижнем регистре ручки Бруклинского ножа неизвестные рыбы «контролируют» линию антилоп, на соответствующем регистре рукоятки Питт-Риверского ножа, сом «контролирует» линию медоедов.
В системе верований позднего преддинастического периода, Сом видимо рассматривался, как символ государства и управления, идеальный мотив с которым можно связать царя (Сом видимо существовал в начале первой династии, как мощный культовый объект или бог, представленный для царя Джера на деревянном ярлыке из Саккары). Поскольку попытки прочитать имя Нармера оказались бесплодными вполне может быть, что это не «имя» вообще а скорее символическая ассоциация с царём контролирующим силу животных в лице Сома.